# Трамвай-пам'ятник (Київ)
Київський трамвай-пам'ятник — трамвайний вагон типу 2М, що у 1986—2015 роках стояв як пам'ятник біля прохідної Подільського трамвайного депо (Кирилівська вулиця, 132).

## Історія
Належав до вагонів київської серії 821—918 типу 2М (двовісний, моторний)(за С. П. Бейкулом і К. А. Брамським — вагон моделі «К»), що випускались Київським трамвайним заводом у 1928—1934 роках. Був побудований у 1928 році, отримавши № 822 працював на маршрутах Києва до 1949 року. 8 липня 1949 року переданий в Конотоп, де отримав № 3. Близько 1965 року перекласифікований у службовий. 1986 року переданий у Київ, де був перетворений на трамвай-пам'ятник. При цьому він помилково отримав № 919, який належав вагону типа 2М другого випуску (серія 919—951), ця серія відрізнялась від серії 821—918 більш широкими дверними отворами тільки з правого боку, тоді як вагони серії 821—918 мала двери з обох боків. Вагон № 919 у 1937 році працював на маршруті № 17 «Вокзал-Бесарабка», саме таку маршрутну табличку отримав № 822 при установці як пам'ятник. Відкриття пам'ятника відбулось в березні, або в травні 1986 року (за Д. Ермаком — у 1985 році).
2015 року вагон-пам'ятник переданий до Історичного експозиційно-реставраційного центру (ІЕРЦ) КП «Київпастранс» на території Дарницького депо. Була запланована реставрація вагону, для чого в липні 2017 року він був перевезений до автобусної СТО, але при розбиранні корпусу, салону і механізмів, виявилось, що вагон знаходиться в дуже поганому стані. Після цього вагон фактично був порізаний на брухт.

## Зовнішній вигляд
| Пассажирский трамвайный вагон Построен в 30-х годах Киевским заводом электротранспорта им. Ф. Э. Дзержинского Вагон двухосный жесткий. Кузов - металлический. Число мест сидячих - 26, стоячих - 36. Габаритные размеры. Длина - 10074 мм. Ширина - 2250 мм. Высота - 2330 мм В довоенный период завод изготовил более 100 таких вагонов, часть их эксплуатировалась в Киеве и других городах республики и в послевоенные годы |
| |

Початково пофарбований у два кольори — білий верх, червоний низ. Навколо фар (по одній спереду і позаду) — рельєфні червоні п'ятипроменеві зіркі. Такий вигляд вагон мав і при установці на постамент. Попереду і позаду на даху було встановлено маршрутні таблички «Вокзал 17 Бесарабка», біля передньої двери змонтовано інформаційну табличку з написом російською мовою (див. у врізці ліворуч).
У добу незалежної України (ймовірно у 1990-х роках) вагон був перефарбований у національні кольори — жовтий верх, блакитний низ. У 2009—2010 роках була втрачена маршрутна табличка попереду, у 2010—2011 роках вагон був наново пофарбований, при цьому нижня частина замість блакитної стала синьою.